# XV-11奇蹟
XV-11奇蹟（英語：Marvel)，全稱:具有擴展緯度的密西西比空氣物理研究飛行器(Mississippi Aerophysics Research Vehicle with Extended Latitude)，是一款配備邊界層控制系統的單引擎推進式單翼飛機。該機是第一架使用全複合材料建造的飛機，美國陸軍於1960年代末代表開展了最初的研究計劃，並於1980年代重啟計畫，作為通用飛機的概念驗證。

## 發展

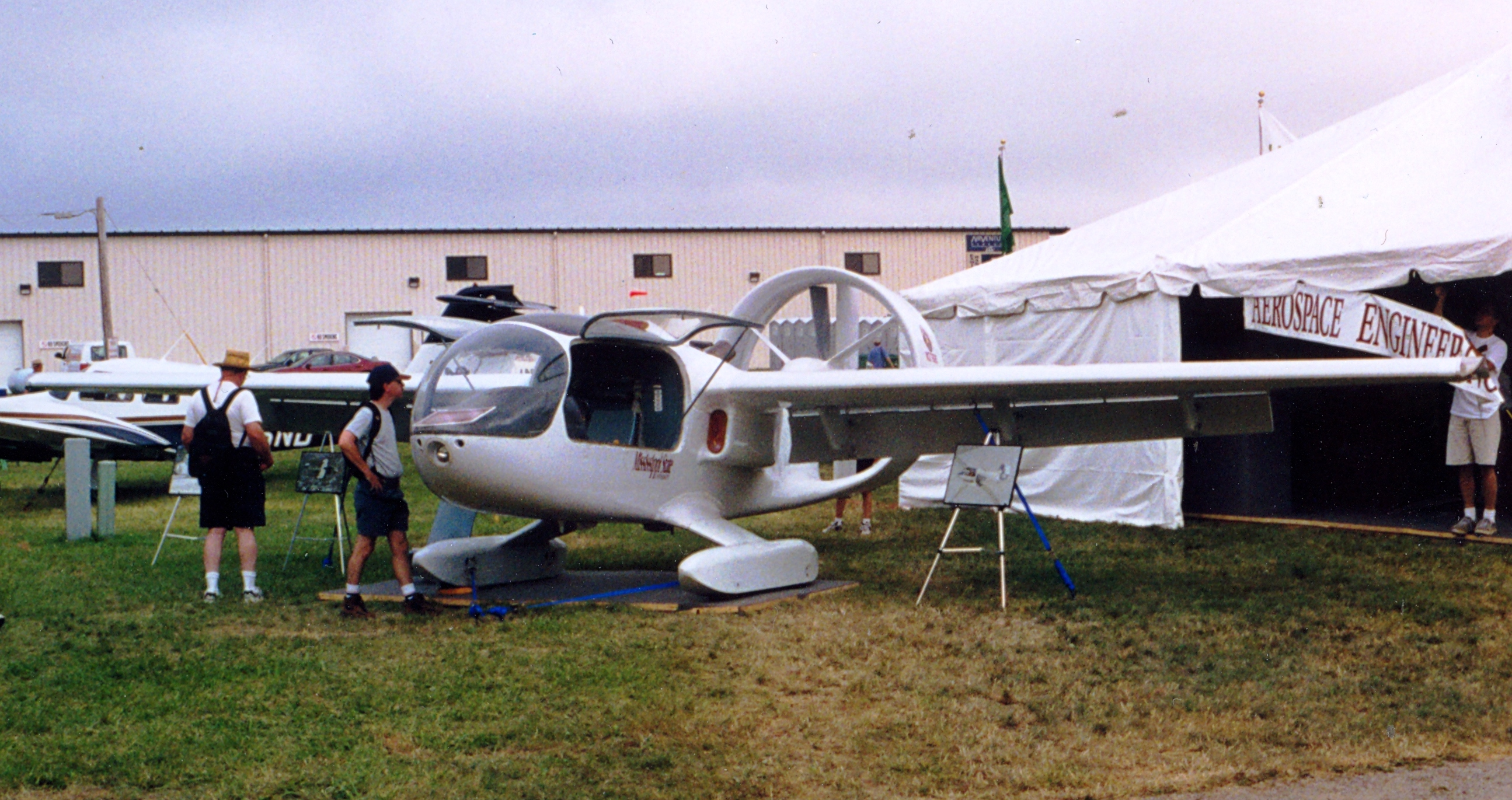
展示中的XV-11 Marvel

密西西比州立大學天文物理和航空航天工程係自1950年代初以來一直代表美國海軍研究辦公室與美國陸軍參與境界層制御研究計劃，在改進的TG-3、O-1、L-21上進行試驗。 根據這些研究的結果，美國陸軍授予該部門一份開發新型短距起降研究飛機 XV-11 MARVEL（“具有擴展緯度的密西西比空氣物理研究飛行器”）的合約。
該機的設計是一款中置單翼機，採用1具Allison T63-A-5A渦輪螺旋槳發動機，驅動推進式涵道螺旋槳。該機全身由纖維玻璃製成，也是全球首架採用全纖維玻璃製成的飛機。  XV-11的邊界層控制系統藉由引擎驅動的鼓風機以及機翼和機身上超過一百萬個小孔，吸入空氣提供吸力。Marvel沒有使用傳統的襟翼，而是使用翹曲機翼來偏轉機翼後緣，以改變機翼的弧度。飛機的尾部表面連接到螺旋槳周圍的管道，延伸到管道後方。起落架採用所謂的「Pantobase」配置，在兩個彈簧木浮筒內安裝有串聯輪，使之能在各種表面，甚至水面上起降。
Marvel的機翼和涵道螺旋槳在XAZ-1馬維萊特上進行了測試。而Marvel由位於密西根州特拉弗斯城的帕森斯公司(Parsons Corporation)建造，並於1965年12月1日首飛。Marvel於1969年成功完成100小時的飛行計劃，展示其良好的短距起降性能，在125ft(38m)內起飛，儘管邊界層控制系統沒有預期中的有效，但仍然提供了大量的測試數據。1969年美國陸軍完成測試後，Marvel被送往倉庫等待進一步測試。而後，Marvel從倉庫中取出，並作為演示機，向沙烏地阿拉伯展示該功能的可行性。同時，它也換裝更強大的發動機（420hp(313kW)）和更長翼展的機翼（36ft10½in(11.24m)，於1982年8月7日以Marvel II的形式首次飛行。在美國經過基礎測試之後，Marvel II 被運往沙烏地阿拉伯塔伊夫，進行簡單的測試，結果顯示其起落架不適合在軟沙上運行，而且動力仍然不足。在測試完成之後，Marvel返回密西西比州。
2000年，XV-11在EAA飛來者大會上展出，藉此宣傳密西西比州航空航天工程系。2004年，XV-11A捐贈給阿拉巴馬州伯明罕國際機場的南方飛行博物館。